# Cirrus uncinus
Cirrus uncinus là một loại mây cirrus (mây ti). Tên gọi cirrus uncinus có gốc từ tiếng Latin. Nó cũng được gọi là mares' tails. Những đám mây này xuất hiện ở độ cao rất cao (< 7000 m), ở nơi có nhiệt độ khoảng -50 đến -40 °C (-58 đến -40 °F)